# Unset
unset — вбудована команда консольної оболонки bash, що знищує значення всіх змінних або функцій зі списку name. Команда unset не може бути застосована до змінних PATH, PS1, PS2, MAILCHECK та IFS.

## Використання
```
unset [name...]
```